# Making Waves: The Art of Cinematic Sound
Making Waves: The Art of Cinematic Sound és una pel·lícula documental del 2019 sobre la història del disseny de so al cinema dels Estats Units. Està dirigit per Midge Costin.

## Entrevistats
- Walter Murch
- Ben Burtt
- Gary Rydstrom
- George Lucas
- Steven Spielberg
- Robert Redford
- Barbra Streisand
- Ryan Coogler
- Christopher Nolan
- Hans Zimmer
- David Lynch
- Ang Lee
- Sofia Coppola
- Peter Weir

## Recepció crítica
El lloc web de l'agregador de ressenyes Rotten Tomatoes va escriure sobre el consens dels crítics, "Making Waves: The Art of Cinematic Sound fa un homenatge massa rar a un aspecte del cinema que és absolutament fascinant però que sovint es passa per alt." El lloc web va assignar a la pel·lícula una puntuació d'aprovació del 97 %, basada en 66 ressenyes valorades com a positives o negatives; la valoració mitjana entre les ressenyes és 7.5/10. El lloc web similar Metacritic va enquestar 12 crítics i va valorar 11 comentaris com a positius i 1 com a mixt. Va donar una puntuació mitjana ponderada de 80 sobre 100, que va dir que indicava "crítiques generalment favorables".